# Malån
Der Malån ist ein Fluss im südlichen Lappland, und Västerbotten, in der schwedischen Provinz Västerbottens län.
Der Malån hat seine Quelle bei Gränsgård in der Gemeinde Sorsele.
Von dort fließt er in fast einer geraden Linie in südöstlicher Richtung.
Er durchfließt dabei den See Malåträsket, an welchem der Ort Malå liegt.
Später wendet sich der Fluss nach Osten und trifft auf den Skellefte älv, der an der Mündungsstelle vom Rengårdsdammen (Gemeinde Norsjö) aufgestaut wird.
Der Malån hat eine Länge von etwa 120 km. Das Einzugsgebiet umfasst 1917 km².
Wichtigste Nebenflüsse des Malån sind: Bockträskbäcken, Skäppträskån, Örträskbäcken, Fårbäcken, Verbobäcken und Norsjöån.